# Tanjung Pelepas
Der Hafen von Tanjung Pelepas (PTP) ist ein Containerhafen an der östlichen Mündung des Pulai-Flusses in Süd-West-Johor, Malaysia, knapp nördlich von Singapur.  

## Bau, Umschlag, Kapazität
Der Hafen wurde am 10. Oktober 1999 eröffnet. Der Umschlag von Containern erreichte binnen 571 Tagen eine Million TEU (Twenty-Foot Equivalent Units). Das Wachstum ging weiter und schon 2001 wurden über 2 Mio. TEU, und 2004 über 4 Mio. TEU umgeschlagen. 2006 waren es 4,7 Mio. TEU.
Das Terminal gehört zu 30 % Maersk Line via seiner Holding, Seaport Terminal. Im Jahr 2002 wechselte auch Evergreen Marine Corporation nach Pelepas.
Der Hafen verfügte 2007 über zehn Liegeplätze mit 3,6 km Kailänge und eine Lagerkapazität von 150.000 TEU und 27 Super-Post-Panamax-Kräne. Die Hafenkapazität liegt aktuell bei 6 Mio. TEU pro Jahr.
2017 wurden 8,33 Mio. TEU umgeschlagen.